# Santa Ana la Ladera
Santa Ana la Ladera är en ort i Mexiko, tillhörande kommunen Ixtlahuaca i den västra delen av delstaten Mexiko. Orten hade 3 208 invånare vid folkräkningen 2010.